# 葡萄牙藩政部
葡萄牙藩政部（葡萄牙語：Ministério das Colónias）是1911至1951年間的一個葡萄牙政府部門，主管葡萄牙海外領土之民政政策。
藩政部的前身為18世紀設立的海事及海外領土國務秘書處。19世紀末，該國務秘書處更名為海事及海外部。1910年更名為海事及藩政部。1911年8月23日，國民制憲會議頒令改組政府，海事及藩政部拆分為藩政部及海事部。
1951年6月15日，根據第38/300號法令，葡萄牙各海外領土轉為海外省，該部隨之更名為海外部，承襲藩政部全部職能。1974年4月25日康乃馨革命後，海外部改稱地區調協部。

## 外部連結

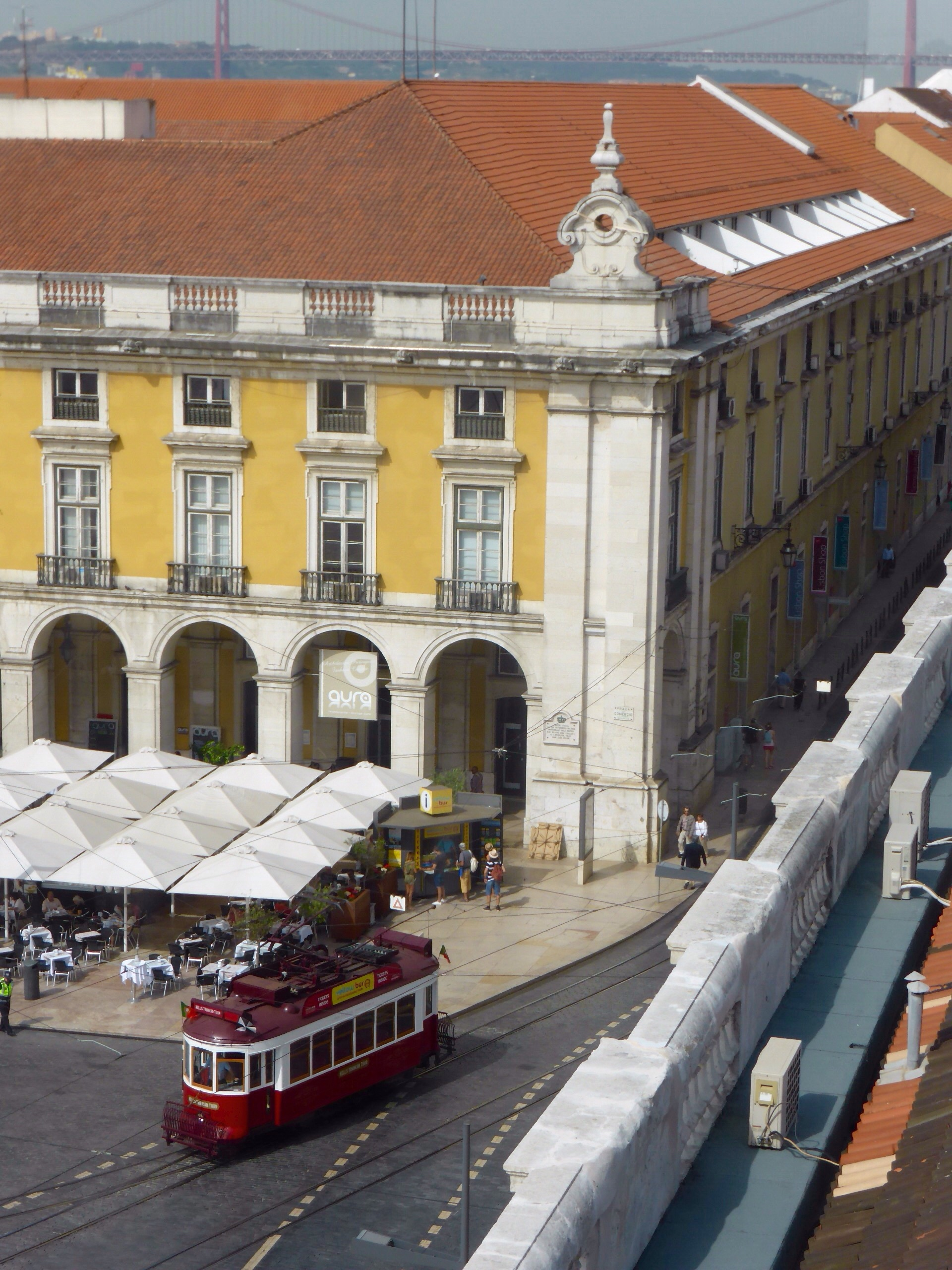
里斯本商業廣場，1967年之前為葡萄牙藩政部及海外部駐地

- Inventário dos Arquivos do Ministério do Ultramar （页面存档备份，存于）